# Dunărea Galați
FCM Dunărea Galați war ein rumänischer Fußballverein aus Galați. Er spielt von  2005 bis 2013 in der zweithöchsten rumänischen Fußballliga, der Liga II. Er trat in insgesamt sieben Spielzeiten in der höchsten rumänischen Fußballliga an, die größten Erfolge sind jedoch nur das zweimalige Erreichen des Klassenerhalts.

## Geschichte
Dunărea Galați wurde im Jahr 1932 als Sportverein der rumänischen Eisenbahngesellschaft Căile Ferate Române unter dem Namen Gloria CFR Galați gegründet. In den Anfängen spielte der Verein zunächst auf regionaler Ebene, ehe er 1936 Gründungsmitglied der dritthöchsten rumänischen Spielklasse, der Divizia C, wurde. Nach dem sofortigen Aufstieg in die Divizia B gelang im Jahr 1939 bereits der erneute Aufstieg – diesmal in die höchste rumänische Spielklasse, die Divizia A. Hier platzierte sich Gloria stets im hinteren Drittel, ehe der Spielbetrieb nach dem Ausbruch des Zweiten Weltkrieges unterbrochen wurde.
Bei Wiederaufnahme des Spielbetriebs nach Kriegsende wurde Gloria lediglich in die Divizia B eingestuft, da einerseits die Mannschaften Siebenbürgens wieder eingestuft wurden, die durch den Zweiten Wiener Schiedsspruch im Jahr 1940 an Ungarn gefallen waren, und da andererseits Gloria in der Saison 1940/41 lediglich den vorletzten Platz belegt hatte, der ohne die folgende Unterbrechung den Abstieg bedeutet hätte. In der Folgezeit konnte Gloria nicht an das Niveau der 1930er-Jahre anknüpfen und kämpfte in der Divizia B lediglich um den Klassenerhalt. Nach zwei Namensänderungen – ab 1948 trat der Klub zunächst als CFR Galați, ab 1949 dann als Locomotiva Galați an – stieg der Verein am Ende der Saison 1951 aus der Divizia B ab. In der Folgezeit nahm Locomotiva, das sich 1957 wieder Gloria CFR Galați und ab 1958 CSM Galați (deutsch Arbeitersportverein) nannte, zumeist auf regionaler Ebene am Spielbetrieb teil. Dies war zum einen darin begründet, dass die Divizia C erst ab 1963 regelmäßig ausgetragen wurde, und zum anderen darin, dass es dem Verein sportlich nicht gelang, sich für die nationale Ebene zu qualifizieren.
Nachdem sich der Verein Mitte der 1960er-Jahre erneut in Gloria CFR Galați umbenannt hatte, gelang im Jahr 1966 die Rückkehr in die Divizia C. Im vier Jahren mit stark schwankenden Leistungen fusionierte die Fußballabteilung von Gloria im Jahr 1970 mit dem Lokalrivalen Oțelul Galați zu FC Galați, das fortan in der Divizia B spielte. Bereits 1972 stieg Oțelul aus dem neuen Verein aus und schloss sich dem Drittligisten Dacia Galați an, wobei der Verein den Namen Oțelul Galați beibehielt.
Der FC Galați kämpfte von Beginn an um den Aufstieg in die Divizia A, der im Jahr 1974 auch gelang. 1976 wurde der Name des Vereins in FCM Galați geändert, um seine Herkunft als Arbeiterverein wieder im Namen zu dokumentieren. Anstatt sich in der Divizia A festsetzen zu können, entwickelte sich FCM Galați in der Folgezeit zu einer Fahrstuhlmannschaft – lediglich in der Saison 1979/80 gelang es, die Klasse zu halten. So zählen heute nicht herausragende Platzierungen zu den größten Erfolgen des Vereins, sondern Siege gegen die besten rumänischen Vereine Steaua Bukarest, Dinamo Bukarest und Rapid Bukarest.
Im Jahr 1982 fusionierte FCM Galați mit dem Lokalrivalen CSU Galați, der 1976/77 bereits am Europapokal teilgenommen hatte, selbst aber nie in der Divizia A spielte. Der neue Verein gab sich den Namen Dunărea CSU Galați. Nach der Fusion gelang erneut der Aufstieg und Dunărea spielte in der Saison 1983/84 letztmals in der Divizia A. Nach zwei vergeblichen Versuchen, den Wiederaufstieg zu schaffen, stürzte der Verein 1986 (das Jahr, in dem dem Lokalrivalen Oțelul der Sprung in die Divizia A gelang) in die Divizia C ab.
Nach der Annahme des alten Vereinsnamens Gloria CFR Galați im Jahr 1988 konnte der Verein schon 1990 wieder in die Divizia B aufsteigen. Nach dem knapp verpassten Durchmarsch im Jahr 1992 konnte Gloria nicht mehr an frühere Erfolge anknüpfen und platzierte sich in den Folgejahren im Mittelfeld der Tabelle, ehe im Jahr 2000 erneut der Gang in die Drittklassigkeit angetreten werden musste. Der Verein, der mittlerweile seinen heutigen Namen Dunărea Galați (deutsch Donau Galați) angenommen hatte – 1994/95 hieß er kurzzeitig Constant CFR Galați – kehrte im Jahr 2004 in die Divizia B zurück. Am 26. Juni 2007 löste Adrian Hârlab den bisherigen Trainer Liviu Ciobotariu ab. Am Ende der Zweitligasaison 2007/08 stand Dunărea Galați als Tabellenvorletzter bereits als sportlicher Absteiger fest. Da Ștefan Chițu, der Mäzen von FCM Câmpina, jedoch im August 2008 beschloss, seinen Verein aufzulösen und die besser platzierten Vereine CSM Focșani und Inter Gaz Bukarest aus finanziellen Gründen auf die Teilnahme an der Liga II verzichteten, blieb Dunărea der Gang in die Liga III erspart. Am 19. Oktober 2009 wurde als Trainer Viorel Tănase vom Drittligisten Oțelul II Galați geholt, der die Mannschaft anschließend in der Liga II betreute. Tănase löste am 6. Januar 2012 seinen Vertrag auf, um beim Ligakonkurrenten Farul Constanța einen Halbjahresvertrag zu unterschreiben, und wurde am 10. Januar 2012 von dem bisherigen Co-Trainer Eugen Baștină abgelöst.  Im Jahr 2014 wurde der Verein aufgelöst.

## Erfolge
- Klassenerhalt in der Divizia A: 1940, 1980
- 4* Meister Liga II: 1973–74, 1975–76, 1978–79, 1982–83
- 2*Meister 3. Liga: 1989–90, 2003–04
- 1*Meister 4. Liga: 1992–93

## Bekannte Spieler
- Alexandru Bourceanu
- Nicolae Burcea
- Dănuț Lupu
- Costel Orac

## Ehemalige Trainer
- Liviu Ciobotariu (2006 bis 26. Juni 2007)
- Adrian Hârlab (26. Juni 2007 bis)
- Viorel Tănase (19. Oktober 2009 bis 6. Januar 2012)
- Eugen Baștină (10. Januar 2012 bis September 2012)
- Valentin Stan (September 2012 bis März 2013)
- Auraș Brașoveanu (März 2013)
- Octavian Grigore (April 2013 bis Sommer 2013)
- Ion Balaur (Sommer 2013 bis Januar 2014)